# Radio Nacional Rosario
Radio Nacional Rosario Roberto Fontanarrosa es una emisora analógica argentina que transmite en 1300 kHz por AM y 104.5 MHz por FM desde la ciudad de Rosario, provincia de Santa Fe, con sus estudios en Peatonal Córdoba 1331 planta alta, y su planta transmisora en la localidad del Gran Rosario Villa Diego. 
Es una de las emisoras más importantes del interior de Argentina. En su larga trayectoria desfilaron por sus estudios las figuras más importantes del ambiente artístico argentino y del exterior.
La estación radial inició sus transmisiones regulares el 1 de marzo de 1953 y utiliza las instalaciones de la Radio del Litoral.

## Historia
Radio Nacional Rosario transmite parte de la programación de Radio Nacional Buenos Aires (cabecera de Radio Nacional Argentina), completando con programas propios de ellos.
Desde el mes de diciembre de 2017 hasta el los primeros meses de 2020, la señal FM de 104.5 MHz, retransmitía la señal de Radio Nacional Buenos Aires (AM de 870 kHz). 
Cuenta con un auditorio con capacidad para 360 personas y un gran escenario, que durante muchos años actuó y ensayó la Orquesta Sinfónica Provincial de Rosario contando con más de 70 músicos. En la década de 1990, se conformó una fundación que refaccionó el estudio de transmisión, el auditorio y se construyeron nuevos controles y estudios.
El martes 20 de septiembre de 2022 y bajo la gestión de Silvia Saavedra, se reinauguró el histórico Edificio que alberga sus Estudios y su Auditorio. Además se decreto el cambio de nombre para honrar al reconocido Dibujante que es uno de los Valuartes de dicha Ciudad, así se suma a las Filiales de Tucumán y Mendoza que también modificaron el Nombre de sus Filiales.
A fines de junio del 2023, la Radio anunció que renombrara su Auditorio bajo el Nombre de Tarrago Ros, en conmemoración por el Centenario del Nacimiento del Músico considerado como el Rey del Chamamé.

## Obras artísticas
En sendos pedestales, se hallan dos obras del escultor ítalo-rosarino Erminio Blotta, un Beethoven patinado blanco, placa “26 de marzo de 1972” (réplica en cemento pompeyano del original, en mármol, en el Parque Independencia; y, un Gral. San Martín que venía de la época de Radio LT1 del Litoral.